# 福斯湖 (湖泊)
福斯湖（英語：Fox Lake）是美國明尼蘇達州南部馬丁縣一個小型湖泊，海拔高度為377米（1237英尺）。該湖名稱源自於某個美洲原住民名字的英語意譯，而其東部則有一個同名的非建制地區福斯湖。